# Голд-Біч (Орегон)
Голд-Біч (англ. Gold Beach) — місто (англ. city) в США, в окрузі Каррі штату Орегон. Населення — 2341 особа (2020).

## Географія
Голд-Біч розташований за координатами 42°24′48″ пн. ш. 124°25′20″ зх. д. / 42.41333° пн. ш. 124.42222° зх. д. (42.413297, -124.422162).  За даними Бюро перепису населення США в 2010 році місто мало площу 7,14 км², з яких 6,55 км² — суходіл та 0,59 км² — водойми.

### Клімат
| Клімат : Голд-Біч       | Клімат : Голд-Біч | Клімат : Голд-Біч | Клімат : Голд-Біч | Клімат : Голд-Біч | Клімат : Голд-Біч | Клімат : Голд-Біч | Клімат : Голд-Біч | Клімат : Голд-Біч | Клімат : Голд-Біч | Клімат : Голд-Біч | Клімат : Голд-Біч | Клімат : Голд-Біч | Клімат : Голд-Біч |
| Показник                | Січ.              | Лют.              | Бер.              | Квіт.             | Трав.             | Черв.             | Лип.              | Серп.             | Вер.              | Жовт.             | Лист.             | Груд.             | Рік               |
| Абсолютний максимум, °C | 22,8              | 25,0              | 26,7              | 32,2              | 31,7              | 32,2              | 31,7              | 31,1              | 38,9              | 32,8              | 24,4              | 22,2              | 38,9              |
| Середній максимум, °C   | 12,3              | 12,9              | 13,3              | 14,5              | 16,3              | 18,3              | 19,8              | 20,2              | 19,9              | 17,7              | 14,3              | 12,4              | 16,0              |
| Середній мінімум, °C    | 4,8               | 5,2               | 5,2               | 6,1               | 7,7               | 9,7               | 10,7              | 11,1              | 10,4              | 8,6               | 6,7               | 5,2               | 7,6               |
| Абсолютний мінімум, °C  | −11,1             | −6,1              | −2,2              | −2,2              | −0,6              | 1,7               | 2,2               | 1,1               | 4,4               | −0,6              | −3,9              | −8,9              | −11,1             |
| Норма опадів, мм        | 325               | 269               | 270               | 156               | 99                | 46                | 10                | 23                | 50                | 144               | 283               | 351               | 2026              |
| Днів з опадами          | 17                | 16                | 18                | 13                | 9                 | 6                 | 2                 | 3                 | 5                 | 10                | 16                | 17                | 132,0             |
| ----------------------- | ----------------- | ----------------- | ----------------- | ----------------- | ----------------- | ----------------- | ----------------- | ----------------- | ----------------- | ----------------- | ----------------- | ----------------- | ----------------- |
| Джерело:                |                   |                   |                   |                   |                   |                   |                   |                   |                   |                   |                   |                   |                   |

## Демографія
Згідно з переписом 2010 року, у місті мешкали 2253 особи в 1070 домогосподарствах у складі 614 родин. Густота населення становила 316 осіб/км².  Було 1322 помешкання (185/км²).
Расовий склад населення:
| - 91,5 % — білих - 2,0 % — корінних американців - 0,8 % — азіатів - 0,3 % — чорних або афроамериканців |

До двох чи більше рас належало 4,7 %. Частка іспаномовних становила 4,9 % від усіх жителів.
За віковим діапазоном населення розподілялося таким чином: 16,5 % — особи молодші 18 років, 60,8 % — особи у віці 18—64 років, 22,7 % — особи у віці 65 років та старші. Медіана віку мешканця становила 50,6 року. На 100 осіб жіночої статі у місті припадало 94,1 чоловіків;  на 100 жінок у віці від 18 років та старших — 91,9 чоловіків також старших 18 років.
Середній дохід на одне домашнє господарство  становив 57 294 долари США (медіана — 48 065), а середній дохід на одну сім'ю — 63 289 доларів (медіана — 60 791). Медіана доходів становила 37 583 долари для чоловіків та 32 384 долари для жінок. За межею бідності перебувало 19,8 % осіб, у тому числі 28,2 % дітей у віці до 18 років та 10,2 % осіб у віці 65 років та старших.
Цивільне працевлаштоване населення становило 1109 осіб. Основні галузі зайнятості: мистецтво, розваги та відпочинок — 22,5 %, освіта, охорона здоров'я та соціальна допомога — 21,9 %, будівництво — 12,2 %, роздрібна торгівля — 8,5 %.